# بشير هواري
بشير هواري (1950 -) هو مؤلف دراما وممثل أردني.

## حياته ونشأته
مواليد 1950م، عضو نقابة الفنانين الأردنيين، له العديد من الأعمال الفنية سواء على مستوى التأليف والكتابة أم على مستوى التمثيل. درس الخدمة الاجتماعية عام 1972م.

## مسيرته
كتب العديد من النصوص التلفزيونية، وكتب في صحيفة "الشعب". كان عضوا في نقابة الفنانين الأردنيين وعضو فرقة فوانيس المسرحية. من أهم أعماله الفنية: مسلسل القرار الصعب، ومسلسل طرفة بن العبد.
ويعد بشير الهواري من ضمن الأقلام التي شهدتها الحركة النقدية المسرحية في السبعينيات بجانب سعد الدين زيدان، وخليل السواحري، ومصطفى صالح، وعبد اللطيف شما وتبعهم على الدرب نفسه كتّاب وأدباء واكبوا الحركة المسرحيّة في الثمانينات منهم محمود بدر، محمد المشايخ، إبراهيم خليل، محمود شقير، فوزالين بسومي، وليد سليمان، عماد قسوس ونايف النوايسة وآخرون.
شارك محمد القباني في فكرة تأسيس مهرجان مسرح الشباب عام 1992م والذي كانت تشرف عليه نقابة الفنانين الأردنيين.

## أعماله

### أولاً: التمثيل
| م  | اسم العمل       | السنة | ملاحظات                               |
| -- | --------------- | ----- | ------------------------------------- |
| 1  | غبار الصحراء    | 2005م | مسلسل                                 |
| 2  | التراب المر     | 1995م | مسلسل، ولعب فيه هواري دور "الغرباوي". |
| 3  | عليوه والايام   | 1995م | مسلسل، ولعب هواري دور"عصام"           |
| 4  | عمان في التاريخ | 1995م | مسلسل ، وكان فيه هواري ضيف شرف        |
| 5  | الوعد           | 1992م | مسلسل                                 |
| 6  | الرحيل          | 1990م | مسلسل                                 |
| 7  | اوراق الدالية   | 1990م | مسلسل                                 |
| 8  | الحذاء          | 1989م | فيلم                                  |
| 9  | القرار الصعب    | 1986م | مسلسل                                 |
| 10 | النص بالنص      | 1985م | مسلسل                                 |
| 11 | عذاب            | 1985م | مسلسل                                 |
| 12 | الشريكان        | 1984م | مسلسل                                 |
| 13 | بير الطي        | 1984م | مسلسل                                 |
| 14 | جبل الصوان      | 1983م | مسلسل                                 |
| 15 | طرفة بن العبد   | 1982م | مسلسل                                 |
| 16 | شمس الاغوار     | 1981م | مسلسل                                 |
| 17 | البرئ           |       | مسلسل                                 |

### ثانيًا: التأليف والحوار
| م  | اسم العمل              | السنة | ملاحظات                       |
| -- | ---------------------- | ----- | ----------------------------- |
| 1  | غبار الصحراء           | 2005م | مسلسل- قصة وسيناريو وحوار     |
| 2  | آه يا دنيا             | 2001م | مسلسل - قصة وسيناريو وحوار    |
| 3  | حكايات على جدران الزمن | 2001م | مسلسل- كتابة أولى.            |
| 4  | الشمس بعد الغيوم       | 1999م | مسلسل- مؤلف                   |
| 5  | الشوكة السوداء         | 1998م | مسلسل- مؤلف                   |
| 6  | قمر وسحر               | 1998م | مسلسل- قصة وسيتاريو وحوار     |
| 7  | أفراح مؤقتة            | 1997م | مسلسل- مؤلف                   |
| 8  | هليمات صايمة وطبيشات   | 1997م | سهرة تلفزبونية- مؤلف          |
| 9  | الفرداوي               | 1995م | مسلسل- مؤلف                   |
| 10 | دائرة الجنون           | 1993م | مسلسل- مؤلف                   |
| 11 | شقاء إمرأة             | 1993م | مسلسل- مؤلف                   |
| 12 | الوعد                  | 1992م | مسلسل- معالجة درامية وسيناريو |
| 13 | مثايل                  | 1992م | سهرة تلفزيونية- مؤلف          |
| 14 | الرحيل                 | 1990م | مسلسل- مؤلف                   |
| 15 | الطريد                 | 1990م | مسلسل- سيناريو وحوار          |
| 16 | أوراق الدالية          | 1990م | مسلسل- مؤلف                   |
| 17 | أبناء الضياع           | 1988م | مسلسل- مؤلف                   |
| 18 | النص بالنص             | 1985م | مسلسل- مؤلف                   |
| 19 | عذاب                   | 1985م | مسلسل- سيناريو وحوار          |
| 20 | طيور بلا أجنحة         | 1984م | مسلسل- مؤلف                   |
| 21 | حارة أبو عواد(1)       | 1981م | مسلسل- مؤلف                   |
| 22 | الآيادي الدافئة        |       | مسلسل- قصة وسيناريو وحوار     |
| 23 | الخصال الثلاثة         |       | مسلسل- تأليف                  |
| 24 | الدليل                 |       | مسلسل- مؤلف                   |
| 25 | أوهام سالم             |       | سهرة تلفزيونية- مؤلف          |
| 26 | أيام عصيبة             |       | مسلسل- تأليف                  |
| 27 | جراح بين الأصابع       |       | مسلسل- قصة وسيناريو وحوار     |
| 28 | رجل في الظلام          |       | مسلسل- كاتب                   |
| 29 | عائلة أبو أيمن         |       | مسلسل- مؤلف                   |